# Volkswagen Passat
Pour les articles homonymes, voir Passat.
 (mai 2018).
Si vous disposez d'ouvrages ou d'articles de référence ou si vous connaissez des sites web de qualité traitant du thème abordé ici, merci de compléter l'article en donnant les références utiles à sa vérifiabilité et en les liant à la section « Notes et références ».
La Volkswagen Passat est une gamme d'automobile familiale du constructeur allemand Volkswagen existant en berline et break. Un total de neuf générations se succèdent depuis 1973 avec plus de 30 millions de modèles produits. Dans la gamme de la marque, elle se situe entre les Golf/Jetta et Arteon. Elle est fabriquée à Emden, en Allemagne.
Son nom vient de l'allemand « Passat », qui désigne les alizés.

## Historique
La Passat de Volkswagen, se décline en neuf générations qui ont toutes reçu un ou plusieurs restylages.

### Résumé de la Passat
| Générations             | Production                    | Dérivés de chez Volkswagen                 | Modèles similaires |
| ----------------------- | ----------------------------- | ------------------------------------------ | --- |
| Passat B1 (1973 - 1980) | Environ 2 097 700 exemplaires | Golf I et Scirocco I                       | Audi 80 I ; BMW Série 3 (E21) ; Citroën GS et GSA ; Ford Cortina MkIV (break) ; Mercedes-Benz Types 114 ; Opel Ascona B ; Peugeot 504 ; Renault 20 |
| Passat B2 (1980 - 1988) |                               | Golf II, Scirocco II et Volkswagen Santana | |
| Passat B3 (1988 - 1993) |                               |                                            | |
| Passat B4 (1993 - 1996) |                               |                                            | |
| Passat B5 (1996 - 2005) |                               |                                            | |
| Passat B6 (2005 - 2010) |                               |                                            | |
| Passat B7 (2010 - 2015) |                               |                                            | |
| Passat B8 (2015 - 2022) |                               |                                            | |
| Passat B9 (2023 - ...)  | Encore en production          |                                            | |

## 1regénération - Passat B1(1973 - 1980)
La Volkswagen Passat B1 a été lancée en 1973.

## 2egénération - Passat B2(1980 - 1988)
La Volkswagen Passat B2 a été lancée en 1980.

## 3egénération - Passat B3(1988 - 1993)
La Volkswagen Passat B3 a été lancée en 1988.

## 4egénération - Passat B4(1993 - 1996)
La Volkswagen Passat B4 a été lancée en 1993.

## 5egénération - Passat B5(1996 - 2005)
La Volkswagen Passat B5 a été lancée en 1996.

## 6egénération - Passat B6(2005 - 2010)
La Volkswagen Passat B6 a été lancée en 2005.

## 7egénération - Passat B7(2010 - 2015)
La Volkswagen Passat B7 a été lancée en 2010.

## 8egénération - Passat B8(2015 - 2023)
La Volkswagen Passat B8 a été lancée en 2015.

## 9egénération - Passat B9(2023 - ...)
La Volkswagen Passat B9 a été lancée en 2023.